# 文件系统权限
在電腦科学中，大多数现代文件系统都具有针对不同使用者或使用者组的管理访问权限的方法。这些系统控制着不同使用者对文件系统的可操作权限（包括读取或者改变文件内容）。

## 传统Unix文件系统权限
类Unix系统中的权限管理分为三个不同的类别：文件拥有者、同组用户以及其他用户。
在类Unix系统中，当一个新文件被创建时，其权限由创建该文件的进程所用的Umask决定。